# Benátská škola (hudba)

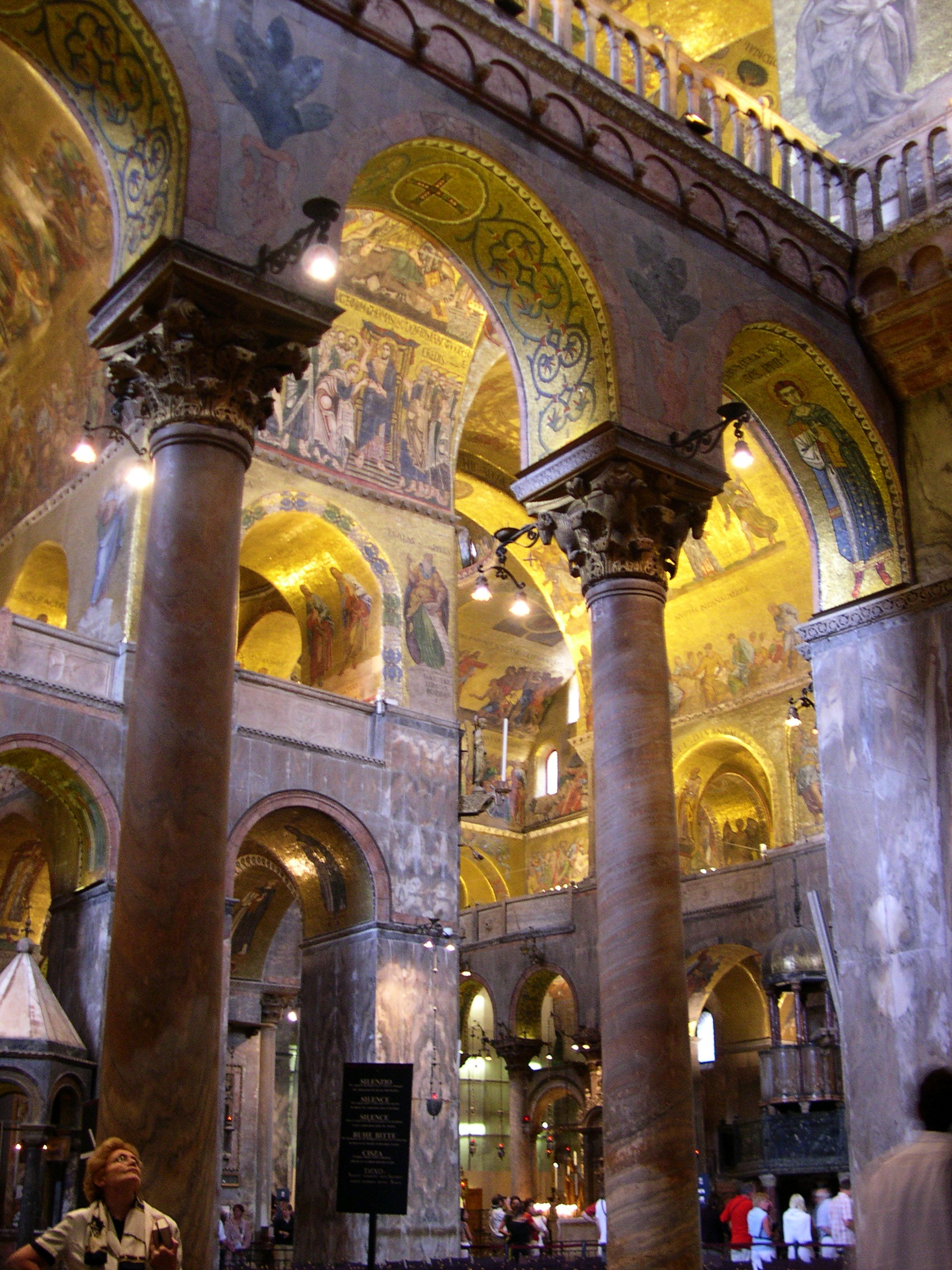
Interiér Baziliky svatého Marka, sídla Benátské školy

Benátská škola je označení pro hudební tradici, která se rozvinula v Benátkách (dnes v Itálii, tehdy v Benátské republice) v renesanční epoše, zhruba v letech 1550–1610. Ke škole patřili hudební skladatelé Giovanni Gabrieli, Adrian Willaert, Andrea Gabrieli, Cipriano de Rore, Claudio Merulo nebo Gioseffo Zarlino. Tvořili zvláště varhanní hudbu, madrigaly a motety. Soustředili se kolem baziliky svatého Marka, jejíž větší množství oddělených kůrů umožnilo přejít od klasické polyfonie, vícehlasosti, k polychorálnosti, tedy vícesborové technice. Někdy se hovoří o tzv. benátském vícesborovém stylu. Prvním, kdo tento princip využil, byl Adrian Willaert, který se stal maestro di cappella v chrámu svatého Marka v roce 1527 a zůstal jím až do své smrti v roce 1562. Oproti franko-vlámské škole, působící ve stejné době, kladla benátská škola větší důraz na harmonii. Přesunu mnoha umělců do Benátek napomohlo sacco di Roma, tedy vyplenění Říma, v roce 1527. Do Benátek přicházelo ale v té době i mnoho umělců ze severu Evropy, což však nakonec způsobilo spory. V 60. letech 16. století se v benátské škole vydělily dvě skupiny: jedna vedená Baldassare Donatem, která preferovala severské vlivy a podporovala příchod cizinců, a proti ní skupina vedená Gioseffo Zarlinem, tehdejším maestrem di cappella, která trvala na willaertovské vícesborovosti a na tom, že převahu si musí udržet místní umělci. Tření mezi oběma skupinami vyvrcholilo v roce 1569 dramatickým veřejným konfliktem mezi Donatem a Zarlinem během svátku svatého Marka. Nakonec zvítězila skupina upřednostňující místní umělce a byla tak ukončena dominance zahraničních hudebníků v Benátkách, z nichž mnoho poté odešlo. V 80. letech 16. století stáli v čele školy Andrea a Giovanni Gabrieli, kteří skládali rozsáhlá díla pro více sborů (tradičně), ale nově také pro skupiny dechových a smyčcových nástrojů a varhan. Tato díla jsou první v Evropě, která zahrnují dynamiku, a patří mezi první, která obsahují specifické pokyny pro souborové instrumentace. To později ovlivnilo barokní tvůrce, včetně Johanna Sebastiana Bacha.